# هانس دالگرین
هانس دالگرین (انگلیسی: Hans Dahlgren؛ زادهٔ ۱۶ مارس ۱۹۴۸) یک سیاستمدار سوئدی از حزب سوسیال دموکرات سوئد و دیپلمات سابق می‌باشد. او از ژانویه ۲۰۱۹ به عنوان وزیر امور اتحادیه اروپا هنگام نخست‌وزیری استفان لوون به خدمت پرداخت؛ دالگرین در کابینه ماگدالنا اندرسون نیز با حفظ سمت ادامه داد.

## فعالیت حرفه‌ای
دالگرین بین سال‌های ۱۹۹۷ و ۲۰۱۲، در پست‌های سطح بالای سرویس دیپلماتیک سوئد از جمله نمایندگی سوئد در شورای امنیت سازمان ملل متحد (۱۹۹۷–۱۹۹۸) خدمت کرد. وی به عنوان نماینده دائم سازمان ملل متحد در نیویورک (۱۹۹۷–۲۰۰۰)؛ همچنین به عنوان وزیر امور خارجه (۲۰۰۰–۲۰۰۶) و نماینده دائم سازمان ملل در ژنو بود (۲۰۰۷–۲۰۱۰)؛ علاوه بر این در سمت سفیر حقوق بشر سوئد در وزارت امور خارجه (۲۰۱۰–۲۰۱۲) خدمت کرده است.
دالگرین از سال ۲۰۱۴ تا ۲۰۱۹ به عنوان وزیر امور خارجه و امور اتحادیه اروپا در دفتر نخست‌وزیری سوئد شاغل بود.

## فعالیت‌های دیگر
- مجمع جهانی اقتصاد (WEF)
- عضو گروه سیاست اروپا (از سال ۲۰۱۷)[۴]